# 1911年のパリ・マドリード間レース
1911年のパリ・マドリード間レース（せんきゅうひゃくじゅういちねんのパリマドリードかんレース）は、1911年5月21日から26日の間に行われた、飛行機によって最初に行われた本格的な長距離飛行レースである。文字通りパリからマドリード（マドリッド）までで行われた。
10万フランの賞金が懸けられ、1200kmの距離で争われるはずのレースだったが、当時の飛行機の技術レベルに対しては過酷なレースであり8機の参加機のうちマドリードまで飛行できたのは1機だけだった。出発時に大きな事故がおきた。
レースは3ステージに分けられ、第1ステージはパリからアングレーム、第2ステージはアングレームからスペイン国境のサンセバスチアン、第3ステージがマドリードまでであった。

## 参加者
参加者と乗機は以下のとおりである。
- アンドレ・ボーモン（André Beaumont：ブレリオ XI）
- ピエール・ディヴァタン（Pierre Divétain：アンブローゼ・グーピー）
- アンドリュー・フライ（André Frey： モラーヌ・ソルニエ）
- ローラン・ギャロス（Roland Garros：ブレリオ XI）
- ルイ・ジルベール（Louis Gibert：ブレリオ XI）
- ジルベール・ルラスール（Gilbert Le Lasseur de Ranzay：ブレリオ XI）
- エミール・ルイ・トラン（Emile Louis Train： トラン単葉機）
- ジュール・ヴェドリーヌ（Jules Védrines：モラーヌ・ソルニエ A）

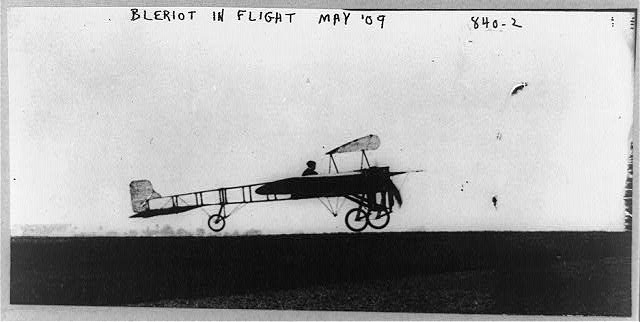
ブレリオ XI
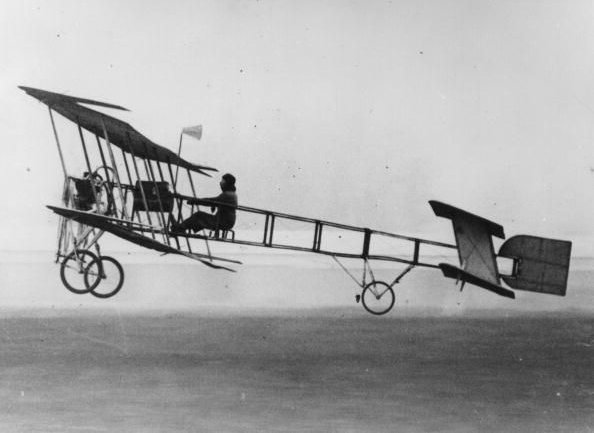
グーピーno2
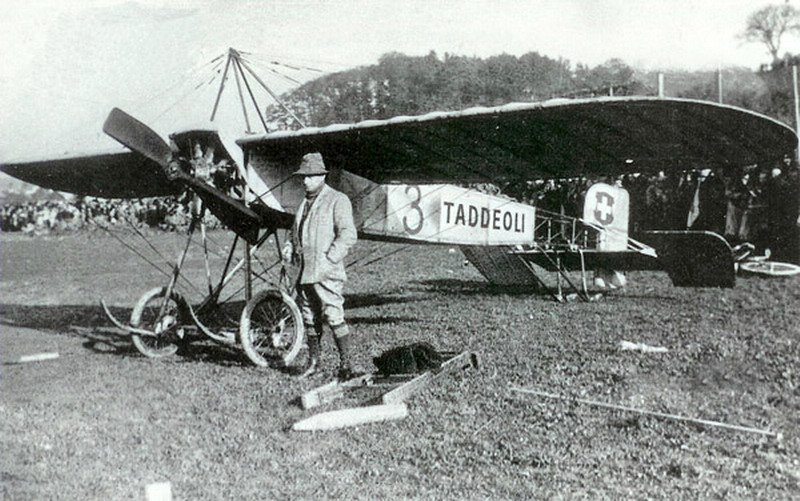
モラーヌ・ソルニエ A

## スタートと事故

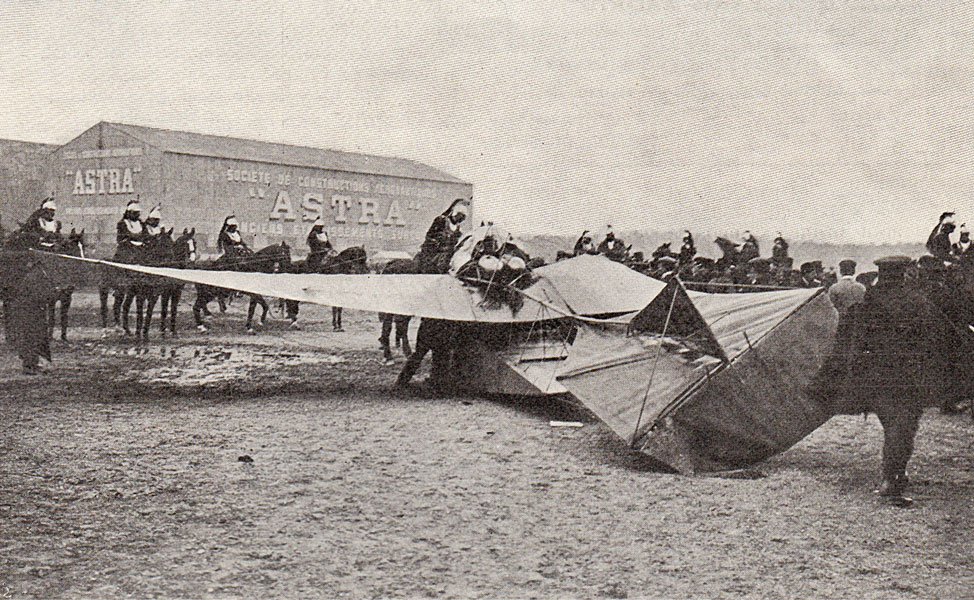
トランの事故の写真

5月21日、20万人ともいわれる観衆が イシー＝レ＝ムリノー飛行場に集まり、1911年5月21日の午前6時に参加者の離陸が始まった。ボーモンとジルベール、ギャロス、ルラスールは離陸に成功したが、フライは離陸に失敗し、ヴェドリーヌの飛行機は準備が整わず翌日出発することになった。
5番目に出発したトランの機は唯一、同乗者を乗せることができ、同乗者を乗せていたが、飛行機の調整は十分でなく、離陸すると飛行が不安定となり、出発点に戻ろうとして観衆の中に突っ込んでしまった。来賓の国防大臣モーリス・ベルトゥー (Maurice Berteaux) やフランス航空界の大御所、アンリ・ドゥッシュ＝ド＝ラ＝ムルトらが負傷した。最も深刻だったのは国防大臣のモーリス・ベルトゥーでプロペラで頭と腕を負傷し、飛行場で死亡した。事故の様子は映画に記録されており、翌日パリで公開されたニュース映画は大きな衝撃を与えた。

## レースの結果
第1ステージを飛行し、アングレームに到着できたのは、ギャロス、ジルベール、ヴェドリーヌの3人であった。
フライは Etampes に不時着しリタイアした。ルラスールは進路を失い、ボーモンは2時間以上を飛行したところで、プロペラを破損しリタイアした。ギャロスが390kmを4時間48分で飛行した。5月23日のサンセバスチアンまでの第2ステージに出発できたのは、ギャロスとヴェドリーヌだけになっていた。ヴェドリーヌが335kmを3時間45分で飛行し、ギャロスより2時間先着した。5月25日にスタートした第3ステージでギャロスは20km飛行したところで不時着し、再度飛び立ったがVitoria近くのOlazagutiaで飛行を中止した。ヴェドリーヌは夕刻、Burgosに着陸し、翌日の8時にマドリードから15kmのGetafe飛行場に到着して優勝した。